# Vartej
Vartej là một thị trấn thống kê (census town) của quận Bhavnagar thuộc bang Gujarat, Ấn Độ.

## Địa lý
Vartej có vị trí 21°44′B 72°04′Đ / 21,73°B 72,07°Đ Nó có độ cao trung bình là 29 mét (95 feet).

## Nhân khẩu
Theo điều tra dân số năm 2001 của Ấn Độ, Vartej có dân số 9703 người. Phái nam chiếm 52% tổng số dân và phái nữ chiếm 48%. Vartej có tỷ lệ 62% biết đọc biết viết, cao hơn tỷ lệ trung bình toàn quốc là 59,5%: tỷ lệ cho phái nam là 70%, và tỷ lệ cho phái nữ là 53%. Tại Vartej, 16% dân số nhỏ hơn 6 tuổi.